# سیارک ۲۵۳۶۹
سیارک ۲۵۳۶۹ (به انگلیسی: 25369 Dawndonovan، نامگذاری:1999TR108) بیست و پنج هزار و سیصد و شصت و نهمین سیارک کشف شده‌است که در ۴ اکتبر ۱۹۹۹ کشف شد.
قدر مطلق سیارک برابر ۱۰.۷ است.